# إبرام هوفر
إبرام هوفر هو طبيب نفسي كندي، ولد في 11 نوفمبر 1917 في ساسكاتشوان في كندا، وتوفي في 27 مايو 2009 في فيكتوريا في كندا.